# Col du Parpaillon
De Col du Parpaillon is een 2780 meter hoge bergpas in de Franse Alpen die de verbinding vormt tussen La Condamine-Châtelard en Crévoux. De pashoogte vormt de grens tussen de departementen Hautes-Alpes en Alpes-de-Haute-Provence.
De pashoogte is van beide zijden te bereiken over een met keien bezaaide, zeer moeilijk berijdbare weg. Op een hoogte van 2637 meter voert een tunnel onder de daadwerkelijke pas. Deze moet voorzichtig doorgestoken worden aangezien er vaak flink water en zelfs ijs in staat, zelfs ook midden in de zomer. De tunnel is in de 19de eeuw om militaire redenen aangelegd.
Aan beide ingangen zijn poorten aangebracht die soms gesloten worden. (te veel water, ijs etc...)
Ook kan na hevige regenval de noordelijke toegangsweg worden afgesloten wegens de dan extreem gevaarlijke, glibberige ondergrond.